# II. třída okresu Vsetín
Okresní přebor Vsetínského okresu (okresní přebor II. třídy) tvoří společně s ostatními skupinami II. třídy osmou nejvyšší fotbalovou soutěž v Česku. Je řízena Okresním fotbalovým svazem Vsetín. Hraje se každý rok od léta do jara se zimní přestávkou. Účastní se ji 14 týmů z okresu Vsetín. Každý s každým hraje jednou na domácím hřišti a jednou na hřišti soupeře, celkem se tedy hraje 26 kol. Nejlepší tým na konci sezóny postupuje do I. B třídy Zlínského kraje.

## Vítězové
| Ročník    | Vítězný tým                        |
| --------- | ---------------------------------- |
| 1991/1992 | FC Velké Karlovice                 |
| 1992/1993 | TJ MEZ Vsetín „B“                  |
| 1993–2004 | ...                                |
| 2003/2004 | FC Dolní Bečva                     |
| 2004/2005 | FC Velké Karlovice + Karolinka „B“ |
| 2005/2006 | TJ Sokol Podlesí                   |
| 2006/2007 | TJ Sokol Valašská Polanka          |
| 2007/2008 | TJ Horní Lideč                     |
| 2008/2009 | TJ Tatran Janová                   |
| 2009/2010 | TJ Spartak Jablůnka                |
| 2010/2011 | TJ Sokol Francova Lhota            |
| 2011/2012 | FC Valašské Příkazy                |
| 2012/2013 | TJ Sokol Ratiboř                   |
| 2013/2014 | FK Prostřední Bečva                |
| 2014/2015 | TJ Partyzán Prlov                  |
| 2015/2016 | FC Semetín                         |
| 2016/2017 | TJ Tatran Halenkov                 |
| 2017/2018 | TJ Sokol Choryně                   |
| 2018/2019 | FC Zubří                           |
| 2019/2020 |                                    |